# Ascia monuste
Ascia monuste, localmente conocida en Argentina como pirpinto, es una especie de mariposa, de la familia de los piéridos, que fue descrita originalmente con el nombre de Papilio monuste, por Linnaeus, en 1764, a partir de ejemplares procedentes de "Exteris terris" (= América).

## Distribución
Ascia monuste está distribuida por la región Neotropical y ha sido reportada en 25 países.

## Plantas hospederas
Las larvas se alimentan de plantas de las familias Brassicaceae, Alliaceae, Bataceae, Fabaceae y Tropaeolaceae. Entre las plantas hospederas reportadas se encuentran: Allium cepa, Armoracia rusticana, Batis maritima, Brassica juncea, Brassica napus, Brassica oleracea, Brassica rapa, Cakile edentula, Cakile maritima, Capparicordis tweediana, Capparis amplissima, Capparis cynophallophora, Capparis hastata, Cleome gynandra, Cleome rutidosperma, Cleome spinosa, Crateva tapia, Lepidium virginicum, Lobularia maritima, Raphanus raphanistrum, Sinapis alba, Tropaeolum majus, Capparis flexuosa, Morisonia americana y especies no identificadas de los géneros Capsella, Cassia y Polanisia.

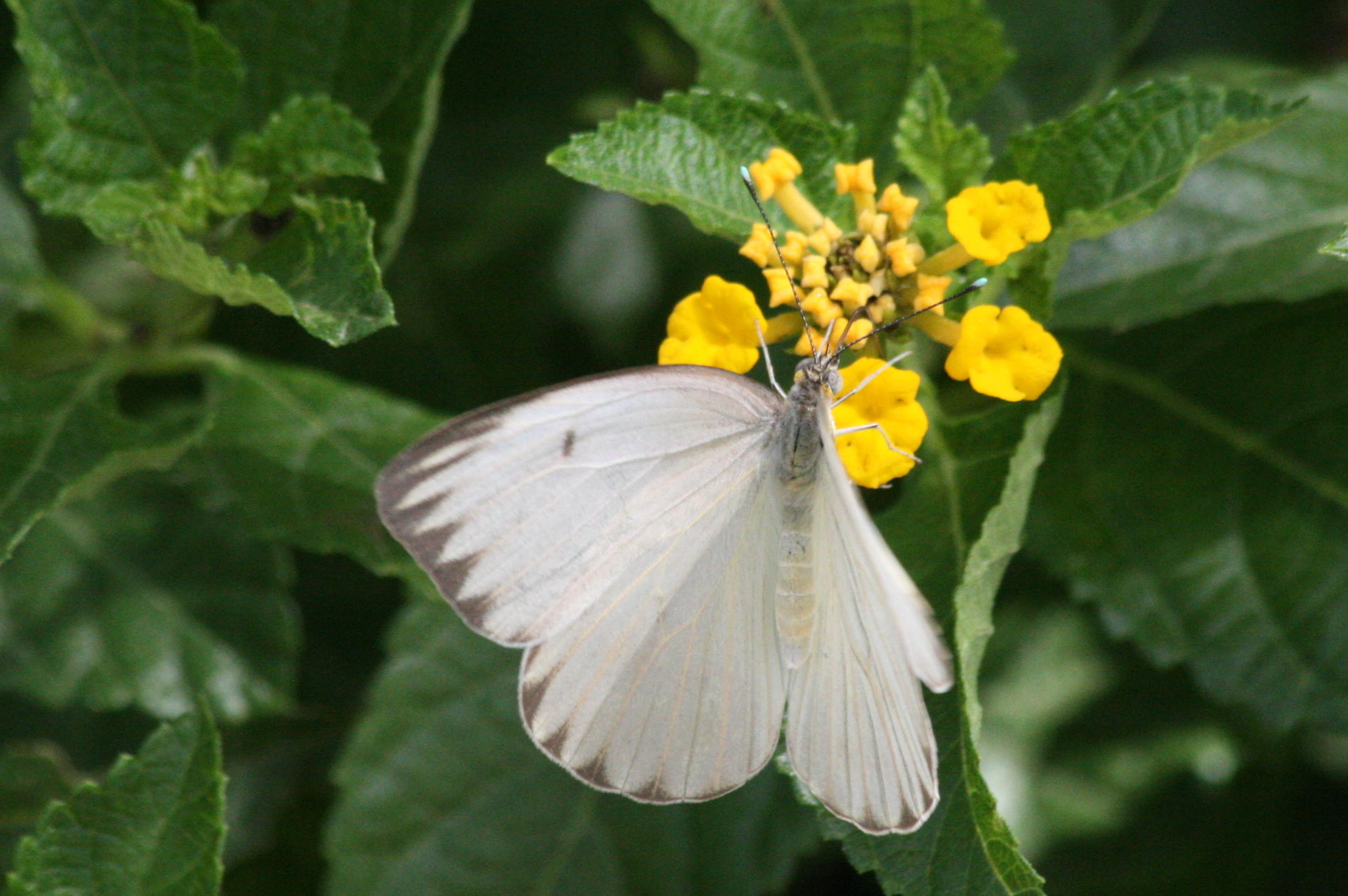